# Zdeněk Thoma
Zdeněk Thoma (* 2. září 1938, Praha) je český fotograf, publicista a cestovatel, původním povoláním chemik. Je členem Asociace profesionálních fotografů, Syndikátu novinářů ČR a Obce spisovatelů.
V roce 1970 absolvoval roční cestu do Asie, kterou od té doby systematicky fotografuje. V osmadvaceti zemích tohoto kontinentu, hlavně v Japonsku, Číně, Tibetu, Nepálu, Indii a na Filipínách strávil přes sedm let života. Výsledkem jeho práce je řada cestopisů, obrazových publikací a více než 160 fotografických výstav. Nejvíce ho zajímá kulturní historie čaje, umění orientálních zahrad a krajina v proměnách světla.

## Životopis
Zdeněk Thoma se narodil vojenskému lékaři MUDr. Otomaru Thomovi (1895–1964) v Praze. Od svých dětských let fotografoval a sám si také snímky zpracovával. Když se ve svých čtrnácti letech vydal s ještě mladším kamarádem na cestu autostopem kolem republiky, napsal si z putování podrobný deník ilustrovaný kresbami a svými snímky, a tehdy se začalo formovat to, co ho baví a živí dodnes: fotografování, psaní, cestování.
Studoval Vyšší průmyslovou školu chemickou v Praze, maturoval 1958. Po studiu pracoval jako chemik v laboratořích Kovohutě Hostivař, ale jeho záliba ve fotografování a první publikační úspěchy ho v roce 1964 přivedly k životu na volné noze.
Intenzivně spolupracoval s časopisy MY 64, Student, Univerzita Karlova, Reportér a Mladý svět. Současně v letech 1964–1970 vykonával funkci organizačního vedoucího tehdy slavného bigbeatového Divadelního klubu Olympik se scénami ve Spálené ulici a v Divadle Sluníčko založeného populární dvojicí Miloslav Šimek a Jiří Grossmann.
V letech 1967–1969 studoval obor fotografie na pražské FAMU, kde jeho profesory byli Ján Šmok, Ludvík Baran a na literaturu Milan Kundera, ale školu opustil kvůli cestování.
Na sklonku pražského jara se mu podařilo zorganizovat Expedici Sakura – roční cestu čtyř kamarádů autostopem napříč Asií s cílem na Světové výstavě Expo ’70 v Japonsku. Tato dobrodružná cesta poznamenala jeho příští profesní směřování i názor na svět. Zdeněk Thoma o tom říká:
„Jenom do Singapuru jsme se protloukali, většinou na náklaďácích, pět měsíců. V Indii jsme už totálně ztratili schopnost vnímat veškeré děje a jevy evropskýma očima. Vše bylo pro nás svým způsobem přirozené, ničemu jsme se nedivili, nechávali jsme se unášet dojmy, tak jak šel den za dnem, a byli dalece vzdáleni toho, abychom poměřovali odlišnosti zdejšího života evropským metrem a místní způsoby života kritizovali či se nad nimi ošklíbali.
Tolerance, to byla vlastně ta nejlepší zkušenost, kterou jsem si z této dobrodružné a na zážitky bohaté cesty odnesl, a jež poznamenala můj další pohled na asijský svět a konec konců i na můj vlastní život. Od té doby jsem se chtěl vracet znovu a znovu do Asie, toulat se těmi krajinami, psát o nich, fotografovat, pořádat výstavy a přednášet. Bylo to svým způsobem osvícení, a kdybych tenkrát věděl víc o buddhistické filozofii, tak bych tomu přičítal velký spirituální význam, jakýsi osudový okamžik prozření.“
V následujících třiceti letech intenzivně cestoval a vydal celou řadu cestopisů a obrazových publikací z Asie i z Česka, často ve spolupráci s manželkou Soňou a synem Michalem. Kromě toho zásoboval svými reportážemi časopisecké týdeníky a měsíčníky jako Mladý svět, Svět v obrazech, Květy, Vlasta, Lidé a Země, Nový Orient. Nedá se zapomenout ani i na četné přednášky pro veřejnost, rozhlasové relace a občasná vystoupení v pořadech Československé televize – při některých z nich působil i jako spoluautor scénáře (Širým světem – 3× v letech 1979–1982, Lidé, země, kontinenty – 3× v letech 1986–1989, Chata u poutníka – 1989, Napříč světem – 1993).
Publikační a výstavní činnost je uvedena v příslušných rubrikách, ale nelze se nezmínit o jeho rozsáhlé kalendářové tvorbě v letech 1982 až 2010, kdy vytvořil kolem 40 autorských nástěnných kalendářů pro PZO Centrotex a pro Obchodní tiskárny Kolín, vydavatelství Apolo, Helma, Prescogroup a další s tematikou převážně krajin, folklóru, orientálního umění, japonských zahrad a čajové kultury.
V roce 1973 měl příležitost setkat se se slavným americkým fotografem Eugenem W. Smithem a pobývat krátce v jeho domě v japonské Minamatě na ostrově Kjúšú, kde Smith vytvářel cyklus fotografií o šokujícím případu smrtelných otrav místních rybářů konzumujících maso ryb otrávených rtuťnatými sloučeninami vypouštěnými minamatskou továrnou Chisso. Reportáž Zdeňka Thomy z domovů postižených a zmrzačených obyvatel vyšla v časopise Mladý svět (č.3, roč. 1974), kde byly zároveň vyhlášeny zásady ekologického hnutí Brontosaurus.
V letech 1975 a 1977 spolupracoval v Japonsku s redakcemi mediálního koncernu Asahi šimbun a jako asistent doprovázel fotografa Takeši Sasakiho za reportážemi. Získal tak neocenitelné zkušenosti se stylem práce v japonských médiích. Pracoval i pro sportovní časopisy koncernu Kóbunša a pro fotografické agentury Pacific Press Service (zastupující v Japonsku Magnum) a Camera Tokyo Service.
Díky novinářské akreditaci u Foreign Press Center v Tokiu mohl oficiálně pracovat na mezinárodních výstavách Expo 1975 na Okinawě zasvěcené oceánografii a EXPO Portopia 1981 v Kóbe.
V sedmdesátých letech spolupracoval s tvůrčí skupinou prof. Friče (Art Centrum) a fotografoval pro ně v roce 1975 v Japonsku a hlavně v roce 1977 v Íránu. Drobnou epizodou jeho života je působení v redakční radě časopisu Penthouse v letech 1996–1999.
V roce 2012 působil jako kurátor fotografických výstav v pražském Buddha baru, kde uspořádal 9 tematických výstav.
Zdeněk Thoma je v současné době členem představenstva Česko-japonské společnosti a cení si toho, že byl pozván do Čestné rady Dětí Země. V souvislosti s jeho ekologickým založením je také členem 113členné komise vybírající adepty na populární anticenu Ropák roku.
Je také zakladatelem hnutí dálkových pochodů 100 kilometrů za 24 hodin, které revolučně ovlivnilo vývoj turistické činnosti v šedesátých letech.

## Cestovatelská činnost
Od svých 14 let se vydával s kamarády na toulky Československem pěšky a autostopem. Přitahovaly ho především hory na Slovensku. Výbojem byla ilegální cesta bez dokladů v roce 1956 do Varšavy, později tyto eskapády bez pasu Polskem opakoval a jezdil až k moři. S turistickou partou odchovanců utajeného skautského oddílu – známé veřejnosti jako Tlupa – podnikl několik výprav, z nichž za pozornost stojí měsíční túra od Moravy po hraniční čáře mezi Polskem a Slovenskem až na trojmezí se Sovětským svazem. S Tlupou byl v roce 1966 i na Sibiři ve Východních Sajanách. Třítýdenní pochod tajgou územím velkém jako celé Čechy, kde byly jen tři samoty a dvě vesnice, byl neocenitelnou zkušeností, i když hlavní cíl – dojít k jezeru odkud pramení Jenisej, postavit vor a po řece splout do civilizace, se pro nedostatek potravin nezdařil.

### Orient
V následujícím roce se díky spolupráci s časopisem MY 67 dostal na mezinárodní budovatelský tábor do Libanonu, odkud se pak vracel autostopem přes Sýrii, Turecko a Evropu domů. Tak získal své první asijské zkušenosti, které vyvrcholily téměř roční Expedicí Sakura v roce 1970 z Prahy do Japonska na Světovou výstavu EXPO 70.
Po návratu z Japonska bylo cestování Zdeňka Thomy podřízeno jeho publikační a výstavní činnosti. Začal intenzivně spolupracovat s různými vydavatelstvími a nabízel knižní publikace a časopisecké reportáže z asijských zemí. V sedmdesátých letech se opětovně vracel do Japonska, což vyústilo ve vydání jeho prvního cestopisu Toulky po Japonsku (1980) a obrazové publikace Umění japonských zahrad (1981).
Určitým vybočením z cest do Orientu byla účast na speleologické expedici do nejhlubších propastí Francie a Španělska v létě 1976, kdy tým utvořil československý rekord v sestupu do tehdy páté nejhlubší propasti světa Garma Ciegy (970 metrů).

### Oblasti buddhismu zaslíbené
V roce 1979 Zdeněk Thoma strávil tři měsíce v nepálském Himálaji, obešel masiv Annapúrny, dostal se i do málo známých oblastí a rozhodl se připravit další cestopis, tentokrát o Nepálu. Za tím účelem pobýval v roce 1982 deset týdnů v Káthmándském údolí a na túrách do Langtangu a pod Mount Everest. Cestopis se jmenuje Země bohů a démonů, byl oceněn nakladatelskou cenou.
V roce 1984 se dostal podruhé na Filipíny a začal připravovat svůj třetí cestopis, nedotáhl jej do konce. V roce 1985 při návratu z Japonska navštívil Čínu a pak se sem vrátil v roce 1987, kdy ji během tří měsíců projel křížem krážem s úkolem připravit knihu o sedmi historických hlavních městech. V dalším roce – 1988 – strávil v Číně čtyři týdny pouze na jednom místě – v zahradním městě Su-čou. Později dostal nabídku, aby udělal obrazovou publikaci o Mongolsku, ke které přibral dva kamarády – fotografy. O ojedinělý materiál pořízený v letech 1989 a 1990 ztratilo nakladatelství po revoluci zájem, a tak projekt Zdeněk Thoma rozšířil na celou buddhistickou oblast. Opakované několikaměsíční toulky po Tibetu, Ladaku, Sikkimu a severním Nepálu vyvrcholily v roce 1992 dobrodružnou cestou sledující tradiční poutní stezku nepálských buddhistů a ilegálním přechodem do Tibetu přes hlavní hřeben Himálaje na posvátnou horu Kailás. Vznikla úspěšná a ceněná kniha Svět tibetského buddhismu, a také malý, bibliofilský cestopis vydaný jen v nákladu 600 výtisků.
Tibetu zůstal Zdeněk věrný v dalších letech, kdy začala průvodcovská etapa jeho života. Vedl malé skupiny maximálně do deseti účastníků po Nepálu, Indii, Thajsku, Kambodži, Barmě a také po posledním Šangri-la: Bhútánu. V té době propadl kouzlu čajové kultury a historie, za kterou podnikl několik cest, hlavně znovu do Japonska, Indie a na Srí Lanku. Obsáhlou knihu Příběh čaje, kterou vytvořil s manželkou Soňou a synem Michalem považují všichni tři za vrchol svého dosavadního díla. V roce 2006 působil jako expert na nepálské reálie při natáčení filmového dokumentu režiséra Miloše Zábranského pro fond UNICEF o životním příběhu sirotků na pozadí izolované horské vesnice.

#### Manang
Velice si cení fotografického projektu Manang po třiceti letech, který realizoval se svým synem. Horskou vesnici Manang ležící pod severními svahy Annapúrny navštívil jako jeden z prvních cizinců na podzim 1979 a stal se svědkem ojedinělé buddhistické slavnosti. Téměř o 30 let později se do Manangu vypravil i Michal. Nesl s sebou silný svazek Zdeňkových historických fotografií se záměrem zdokumentovat změnu, ke které ve vesnici došlo. Spontánní a přátelská odezva obyvatel Manangu, kteří z tehdejší doby neměli žádné vlastní fotografie, byla po návratu impulzem k vytvoření výstavního souboru 60 srovnávacích fotografií. A vznikla také myšlenka donést tuto výstavu do Manangu, jenž je stále vzdálen 5 dní pěšího pochodu od nejbližší silnice. To se podařilo na jaře 2011. Slavnostní zahájení výstavy proběhlo za účasti téměř celé vesnice. „Všichni turisté nás a naši vesnici intenzivně fotografují, ale my ty snímky nikdy nevidíme, až nyní…“, komentoval výstavu jeden z vesničanů během úspěšné vernisáže, kdy docházelo k dojemným, vzrušujícím i veselým scénám, když lidé na třicet let starých fotografiích poznávali své blízké, vykládali, co se s kým za ta léta stalo, a někdy objevili i sami sebe. Výstavní soubor zůstal v Manangu jako trvalá muzejní expozice.

## Galerie

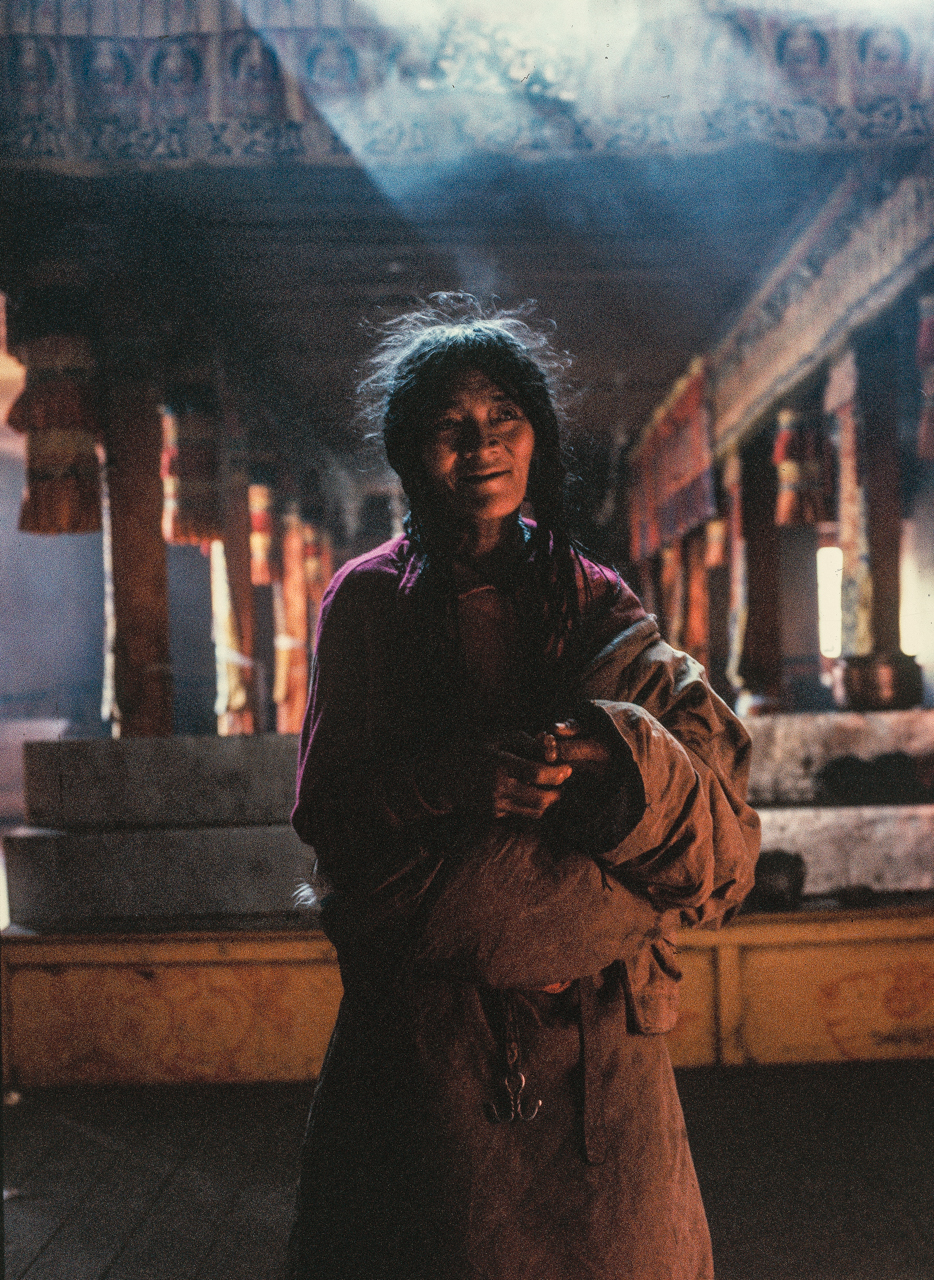
Poutnice v klášteře Ganden (Tibet)
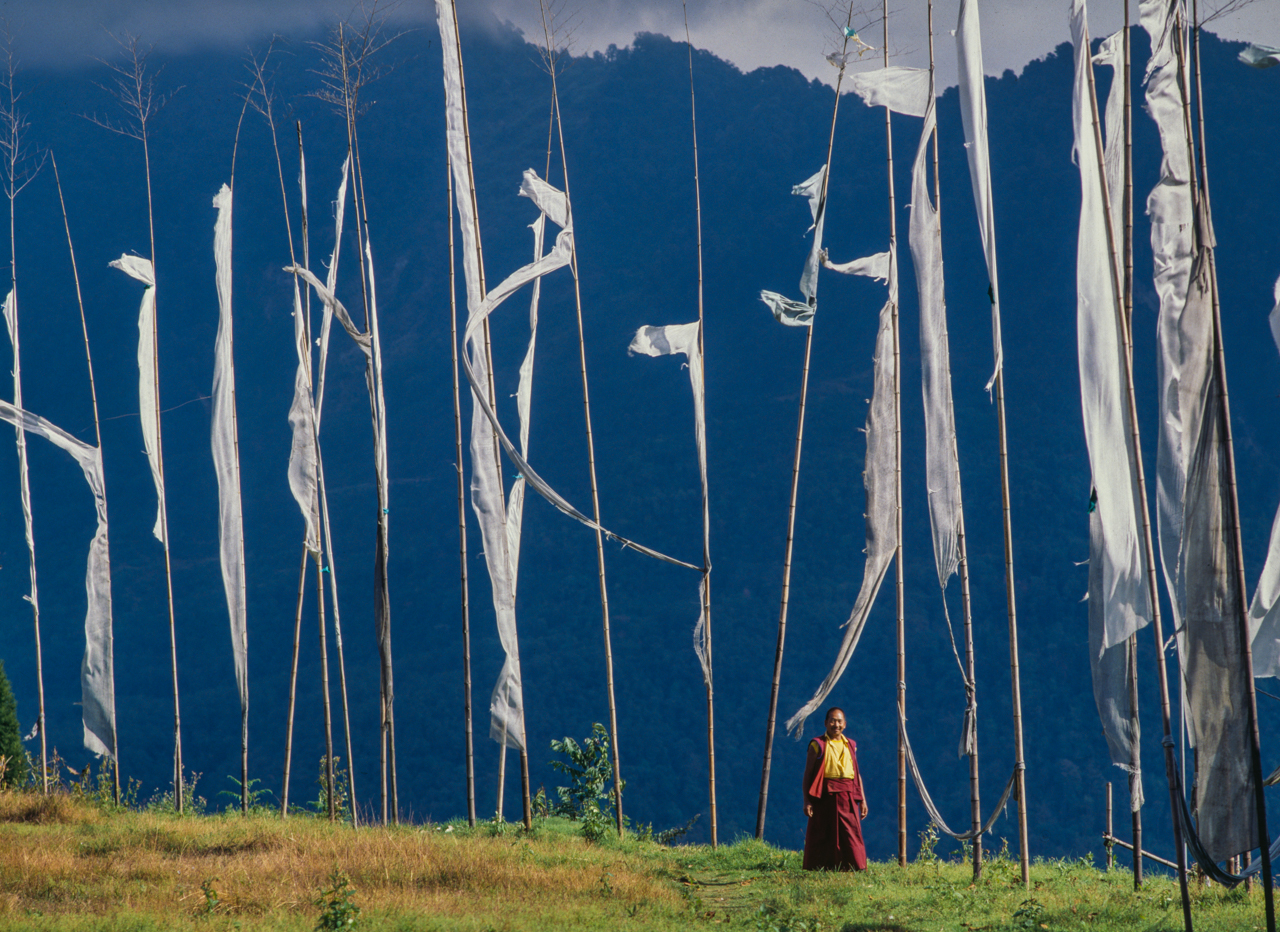
Z publikace Svět tibetského buddhismu – Sikkim (1992)
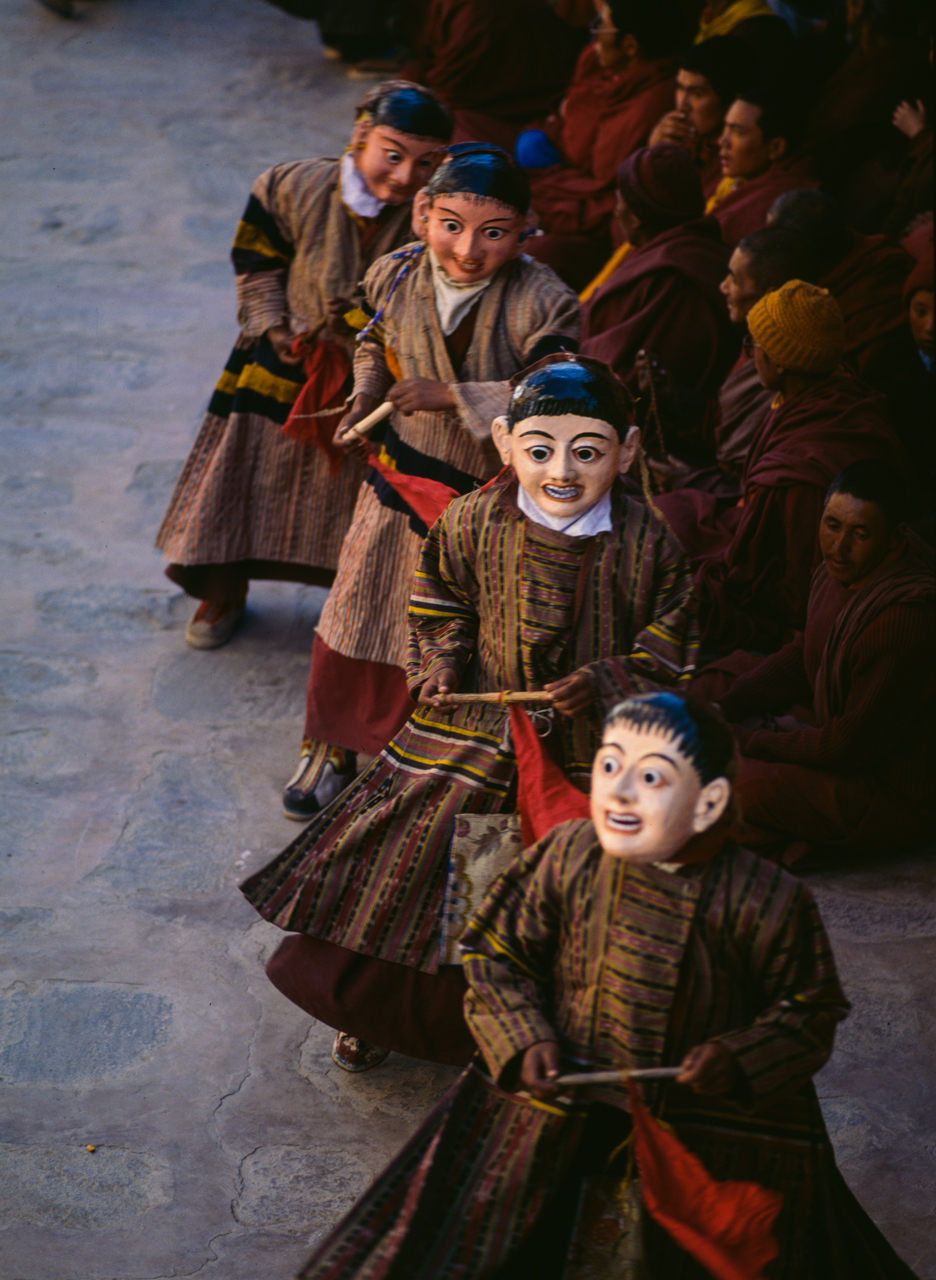
Z publikace Svět tibetského buddhismu – Ladak (1993)
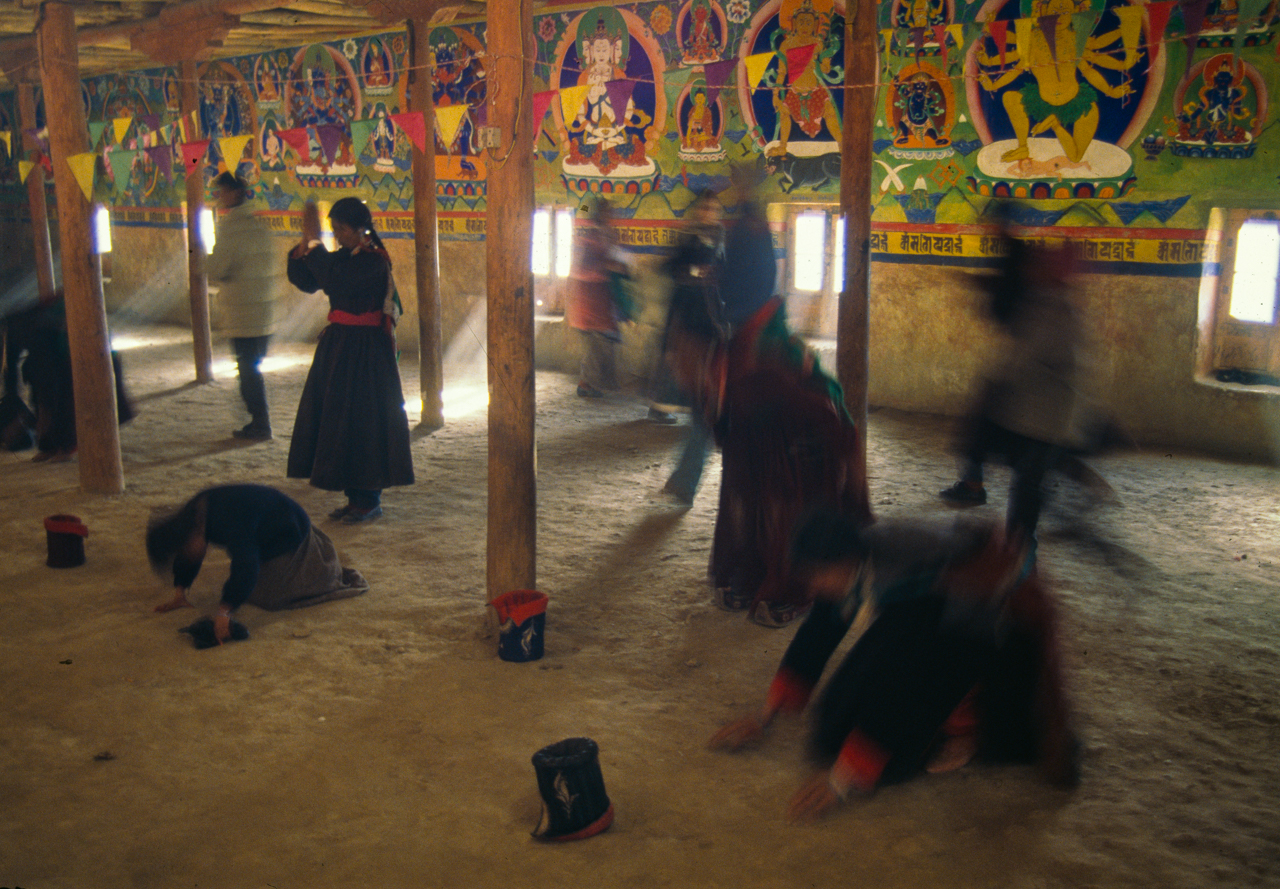
obřady v klášteře Tigce – Ladak (Indie)
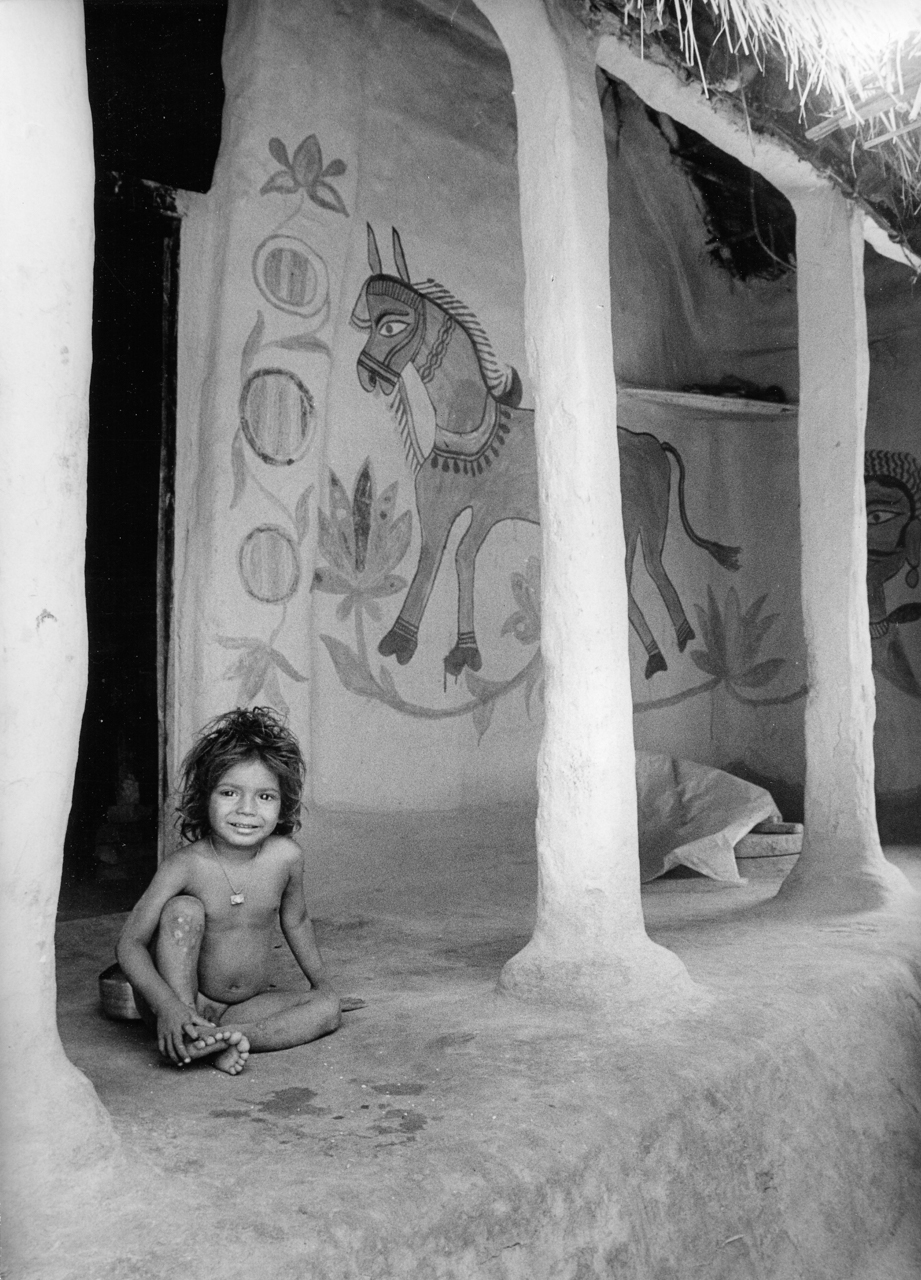
Indie – z vesnice v kraji Mithila (1979)
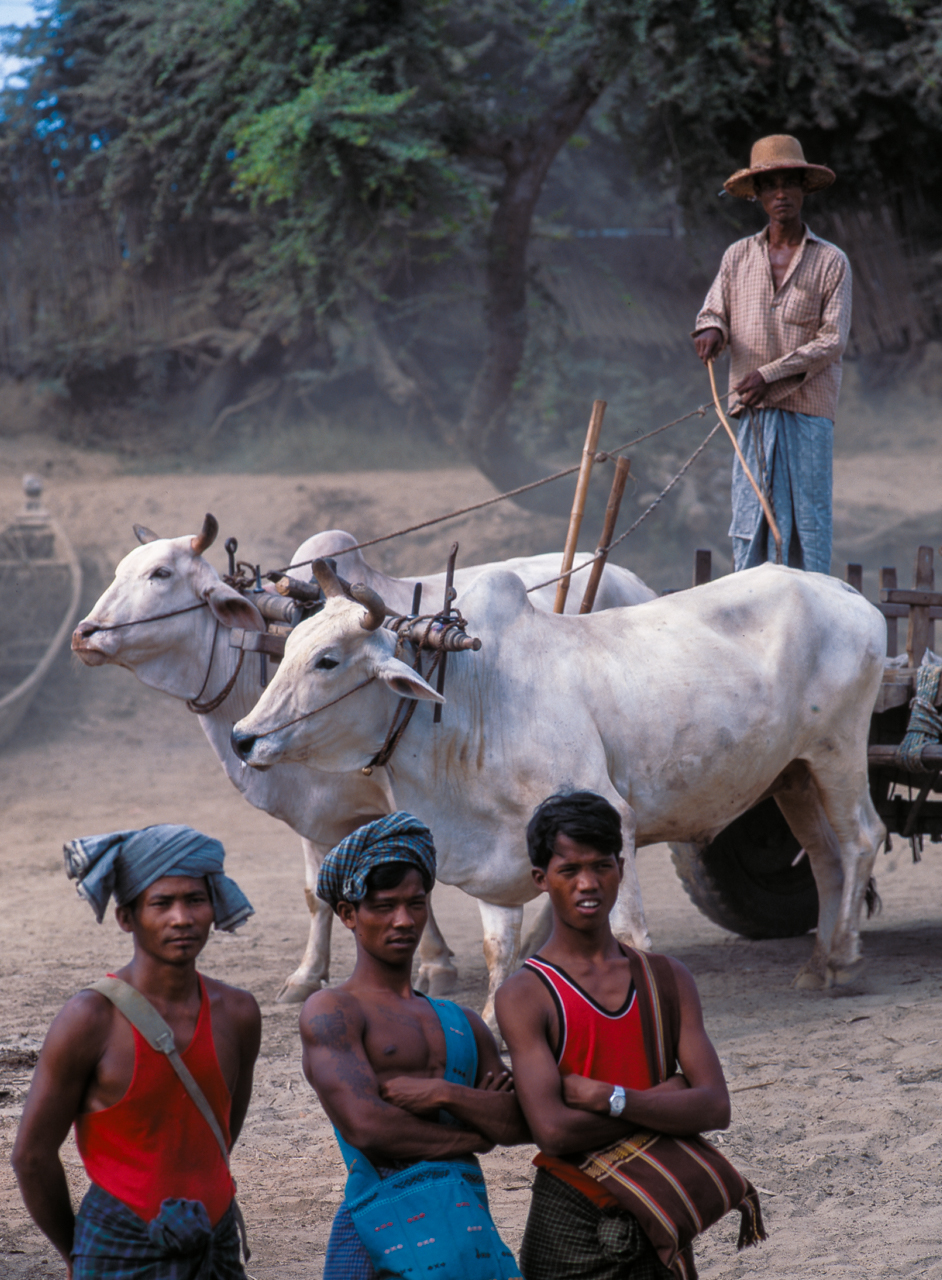
Myanmar – z přístavu na řece Irawadi (1996)
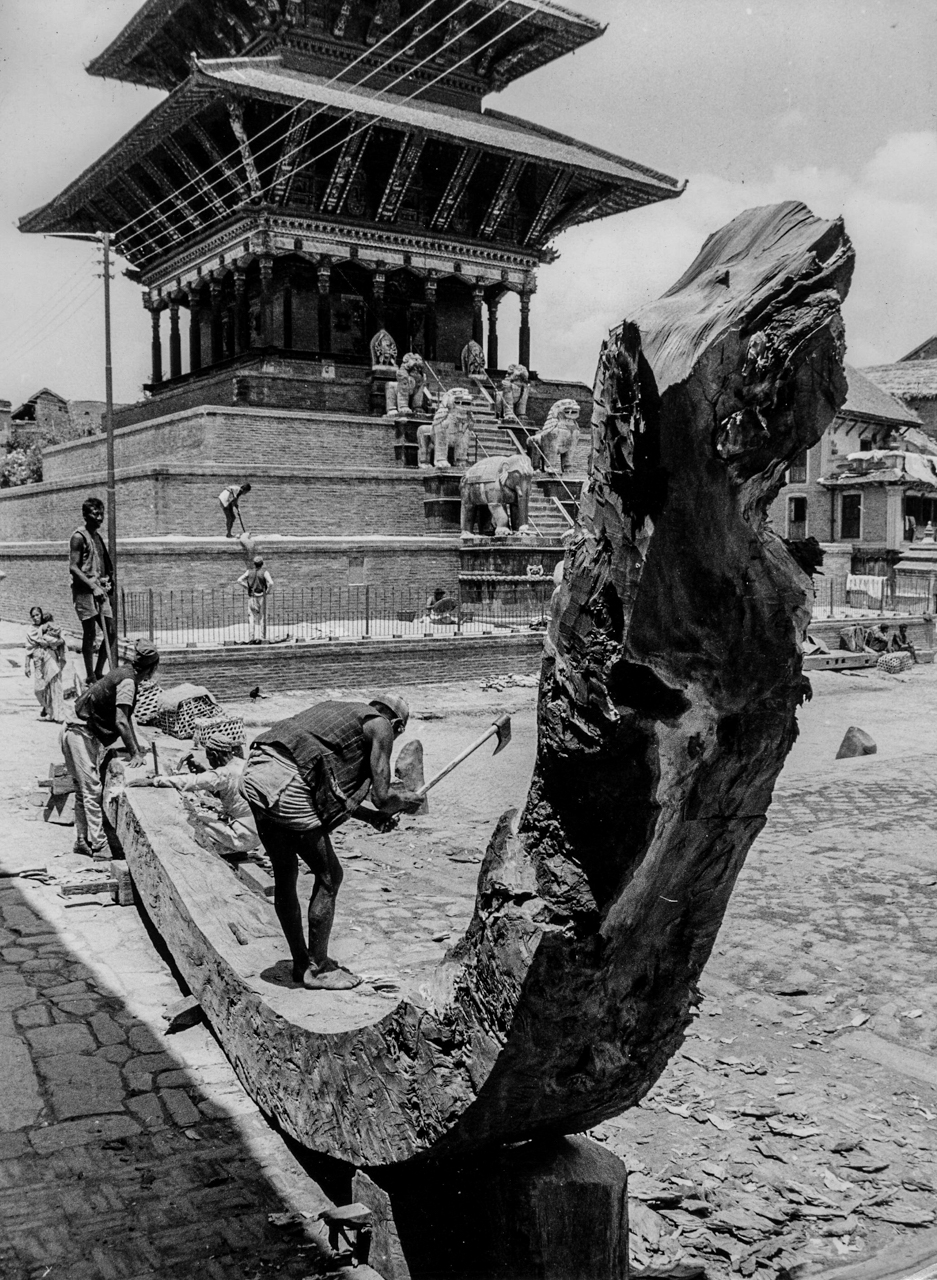
Bhaktapur, stavba alegorického vozu (1970)
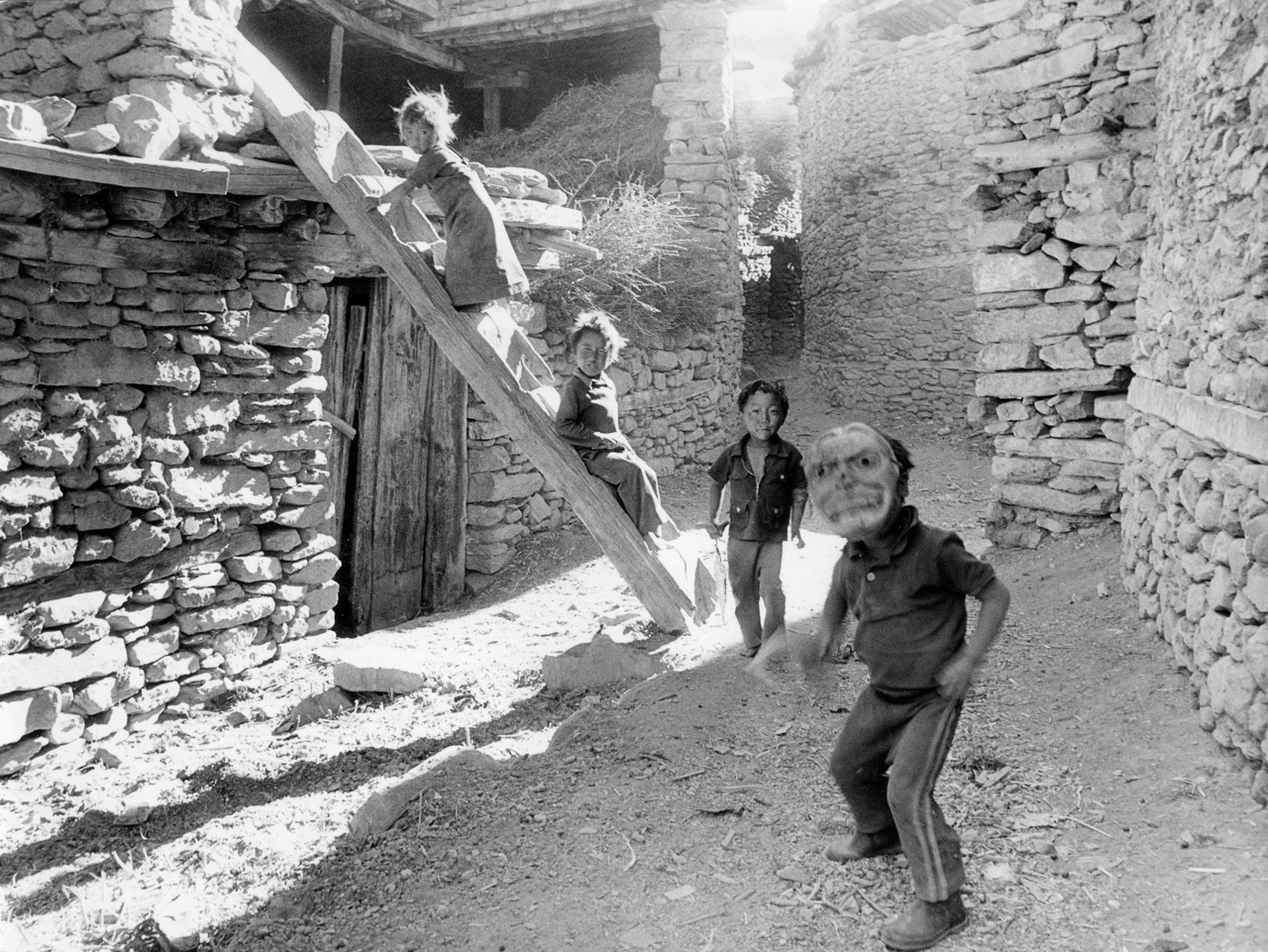
Nepál – z výstavního souboru Manang (1979)
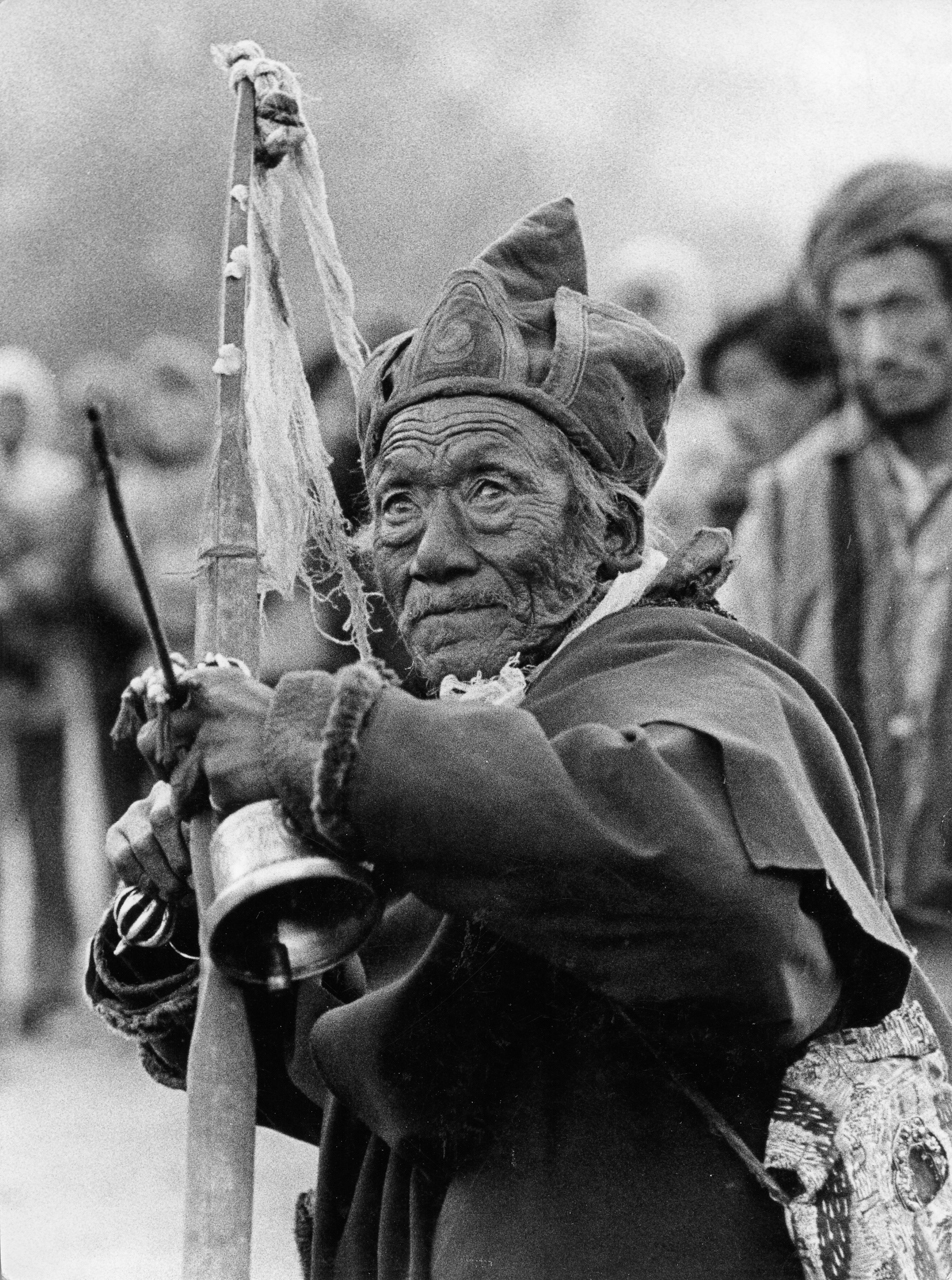
Nepál – z výstavního souboru Manang (1979)
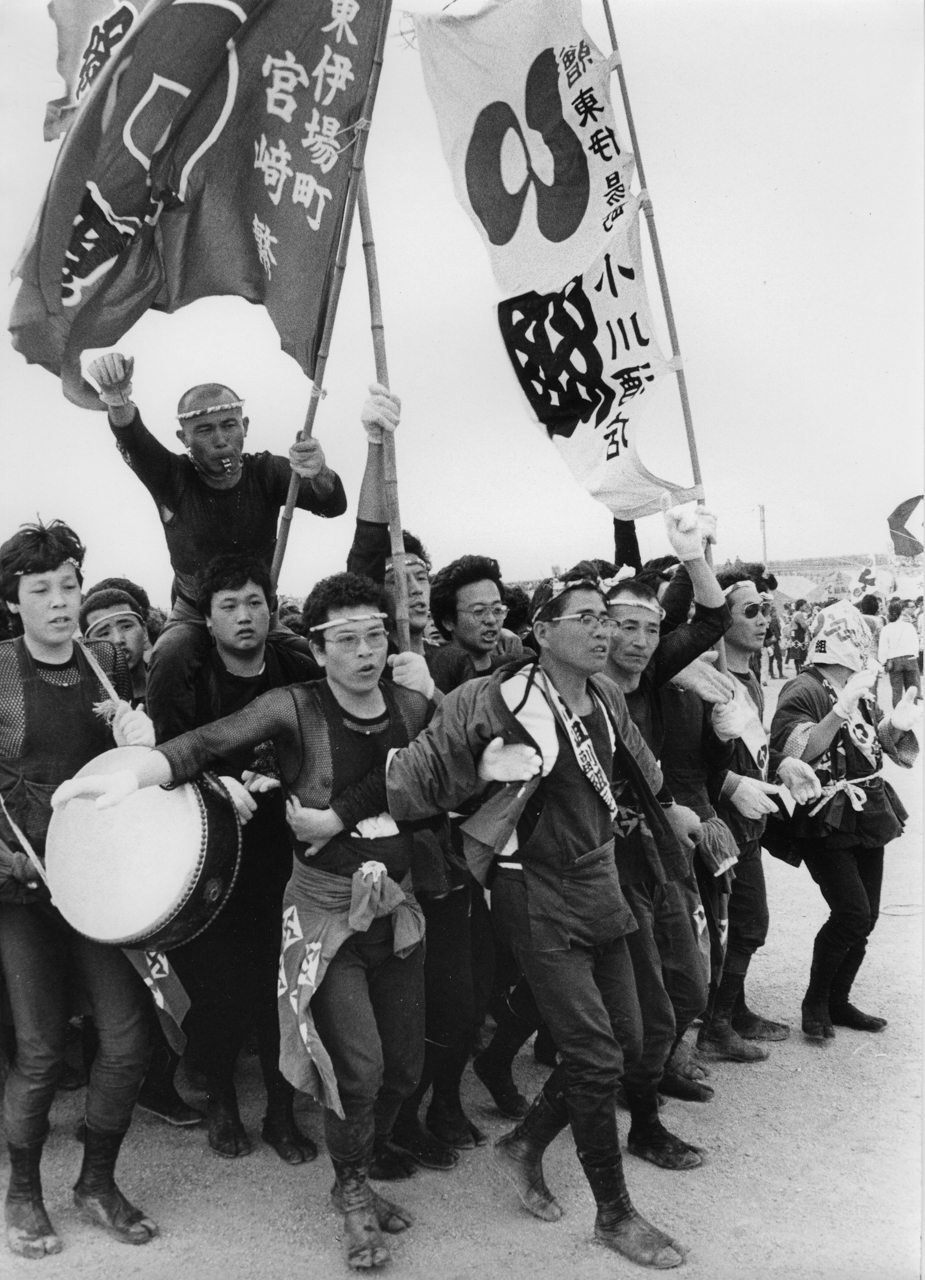
Hamamacu, z bitvy draků – Tako macuri (1981)
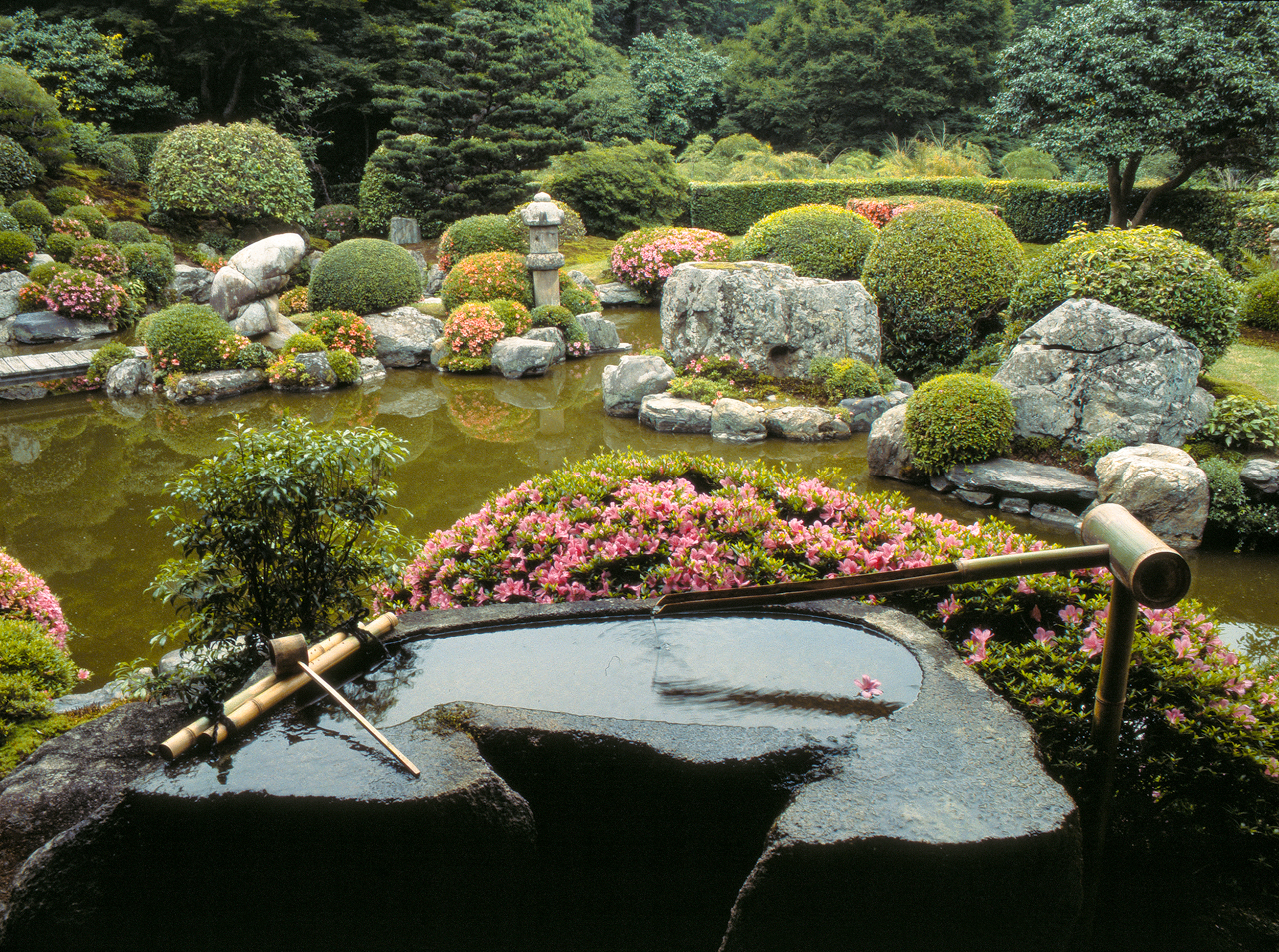
Z cyklu Kouzlo japonských zahrad – Džodžuin, Kjóto (1994)
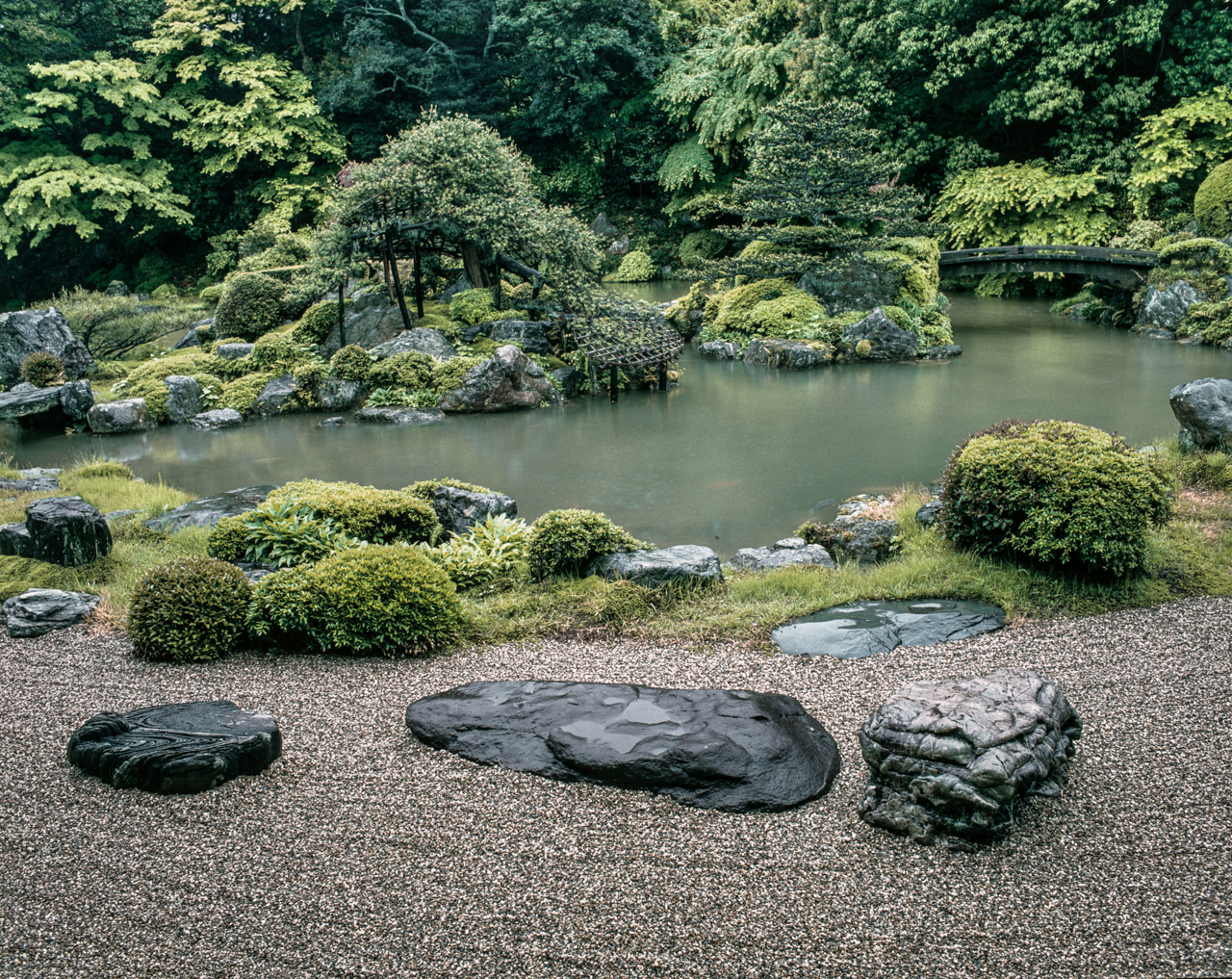
Z cyklu Kouzlo japonských zahrad – Sambóin, Kjóto (1981)
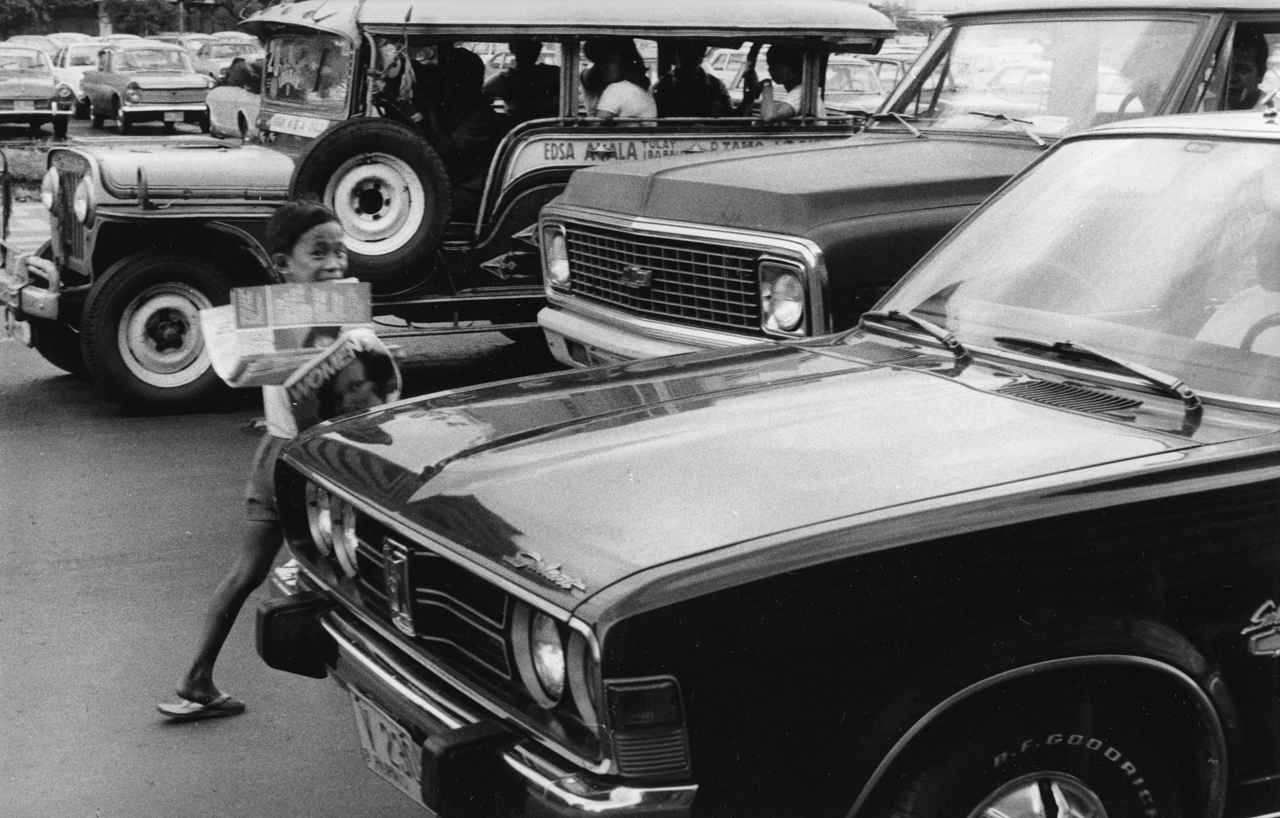
Z cyklu Lidé z Filipín (1977)
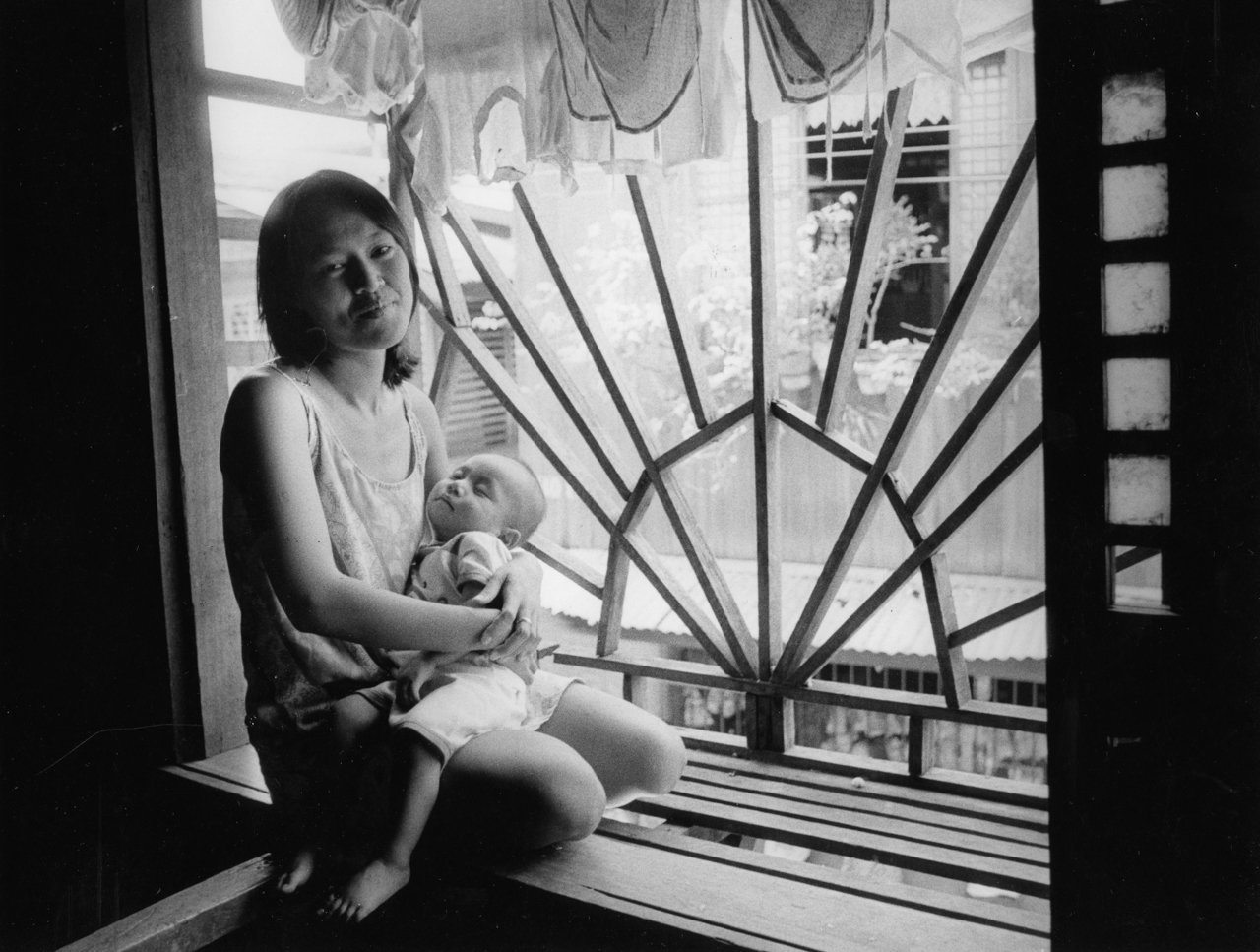
Z cyklu Lidé z Filipín (1977)
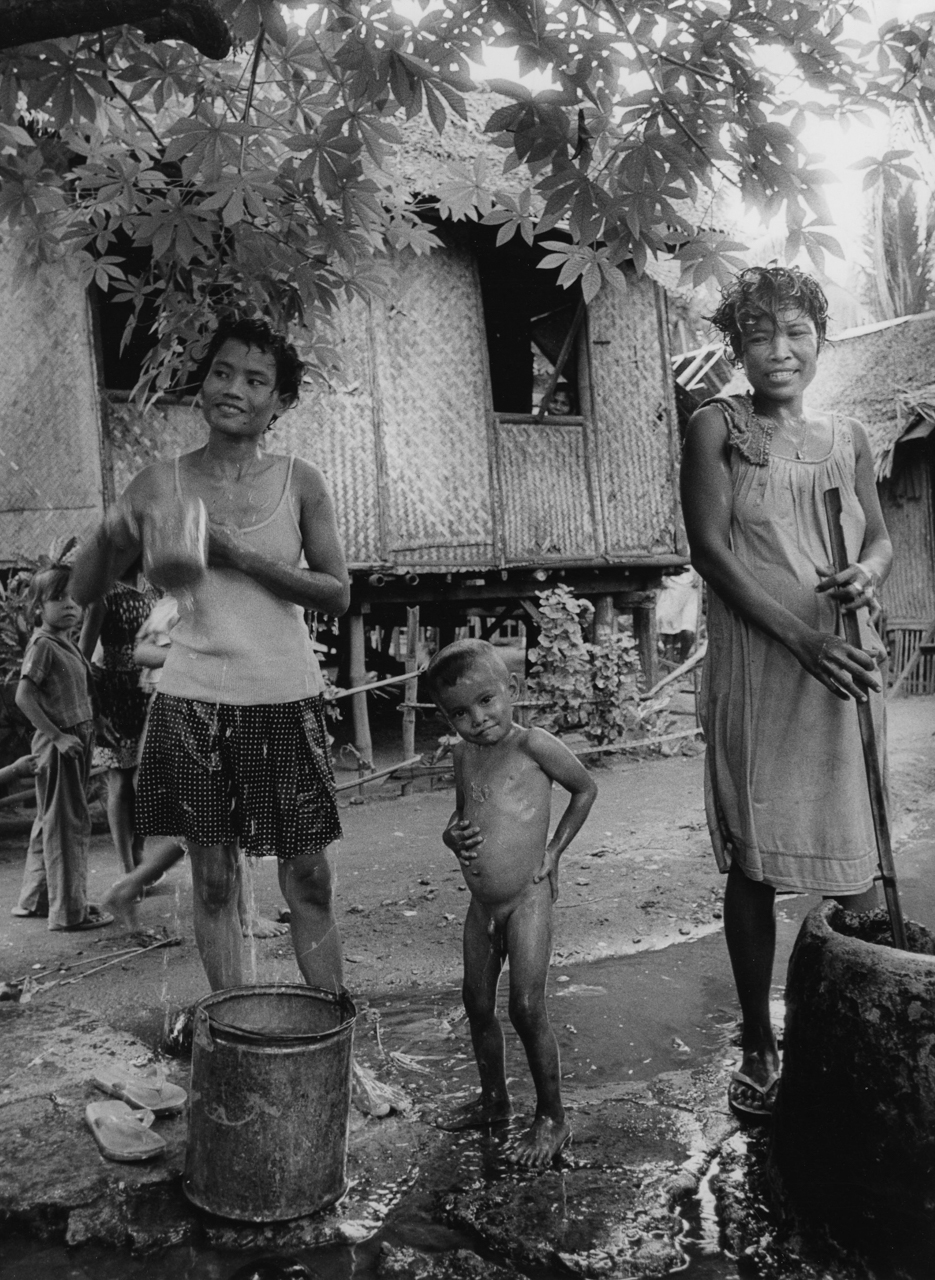
Z cyklu Lidé z Filipín (1977)

## Výstavy
Své fotografie vystavoval na desítkách míst v nejen v Česku, ale i na Slovensku, v Polsku Rakousku a v Japonsku.
- 1967: VAT 67 – Foyer Divadla Sluníčko, Praha (1. výstava, s Aloisem Valentou)

- 1971: Expedice Sakura – Galerie Fotochema, Praha (poté v Zábřehu na Moravě, Hanušovicích a v Ostravě)

- 1975: Japonsko – Dům kultury VŽKG, Ostrava

- 1976: Tvář Japonska – Galerie Fotochema, Praha

- 1977:
  - Tvář Japonska – Ośrodek kultury i sztuki, Wroclaw, Polsko (poté ve Walbrzychu)
  - Kroje a lidové zvyky v Československu – přednáškový sál Československého velvyslanectví v Tokiu, Japonsko

- 1978: Lidé z Nepálu – Dům kultury VŽKG, Ostrava (poté v Zábřehu na Moravě)

- 1979: Děti světa – Spojený závodní klub ROH, Zábřeh na Moravě

- 1980:
  - Tvář Japonska – Okresní kulturní středisko, Kutná Hora (poté v Jílovém);
  - Toulky po Japonsku – Kabinet umění n.p. Kniha, Brno

- 1981:
  - Nepál kamerou Zdeňka Thomy – Galerie Fotochema, Praha; Lidé z Filipín – Dům kultury VŽKG, Ostrava
  - Indické lidové malby z Mithily – Náprstkovo muzeum, Praha (později Etnografické muzeum v Berlíně, NDR

- 1983:
  - Kouzlo japonských zahrad – Galerie Fotochema, Praha[19]
  - Kouzlo japonských zahrad – Vlastivědné muzeum, Olomouc;
  - Z asijských cest Zdeňka Thomy – Klub kultury, Uherské Hradiště

- 1984:
  - Z asijských cest Zdeňka Thomy – Okresní kulturní středisko, Ústí nad Labem
  - Urok japońskich ogrodów – Muzeum Azji i Pacyfiku, Warszawa, Polsko (poté ve Wroclavi, Poznani a Gdańsku)

- 1985:
  - Země a lidé objektivem Zdeňka Thomy – Vlastivědné muzeum, Olomouc;
  - Kouzlo japonských zahrad – Slezské muzeum, Opava

- 1986:
  - Kouzlo japonských zahrad – Muzeum Beskyd, zámek Frýdek-Místek;
  - Toulky Asií – Planetárium, Praha

- 1987:
  - Zahrady tichého mámení – Výstavní síň divadla Semafor, Praha;
  - Kouzlo japonských zahrad – Galerie Nahoře, České Budějovice

- 1989:
  - Kouzlo japonských zahrad – předsálí Městského kina, Jeseník;
  - Lidé ve stínu Himálaje – Síň umění závodního klubu ROH, Blansko;
  - Fotografie z Číny – Dům kultury ROH, Trutnov;
  - Kouzlo japonských zahrad – Městská galerie, Graz, Rakousko

- 1990: Kouzlo japonských zahrad – Severočeské muzeum, Liberec

- 1991:
  - Zahrady tichého mámení – Výstavní síň ÚBOK, Praha;
  - Kouzlo japonských zahrad – Okresní muzeum, Jindřichův Hradec;
  - Čs.fotografie opět posunutá o krůček vpřed (s Palo Breierem a Josefem Ptáčkem) – Divadelní klub v Řeznické, Praha (poté v Městském kulturním středisku v Bratislavě)

- 1992:
  - Japonská krajina v proměnách světla – Salónky hotelu Palace, Praha;
  - Kouzlo japonských zahrad – Orlická galerie, Rychnov nad Kněžnou;
  - Kouzlo japonských zahrad – Horácká galerie, Nové Město na Moravě;
  - Svět tibetského buddhismu (úryvky)- (s J. Ptáčkem a P. Breierem) – Artama, Praha (poté přenesena do Pálffyho paláce v Bratislavě, poté do Galerie Esprit v Plzni)

- Z cyklu Podivuhodné krajiny – Tibet (1993)1993:

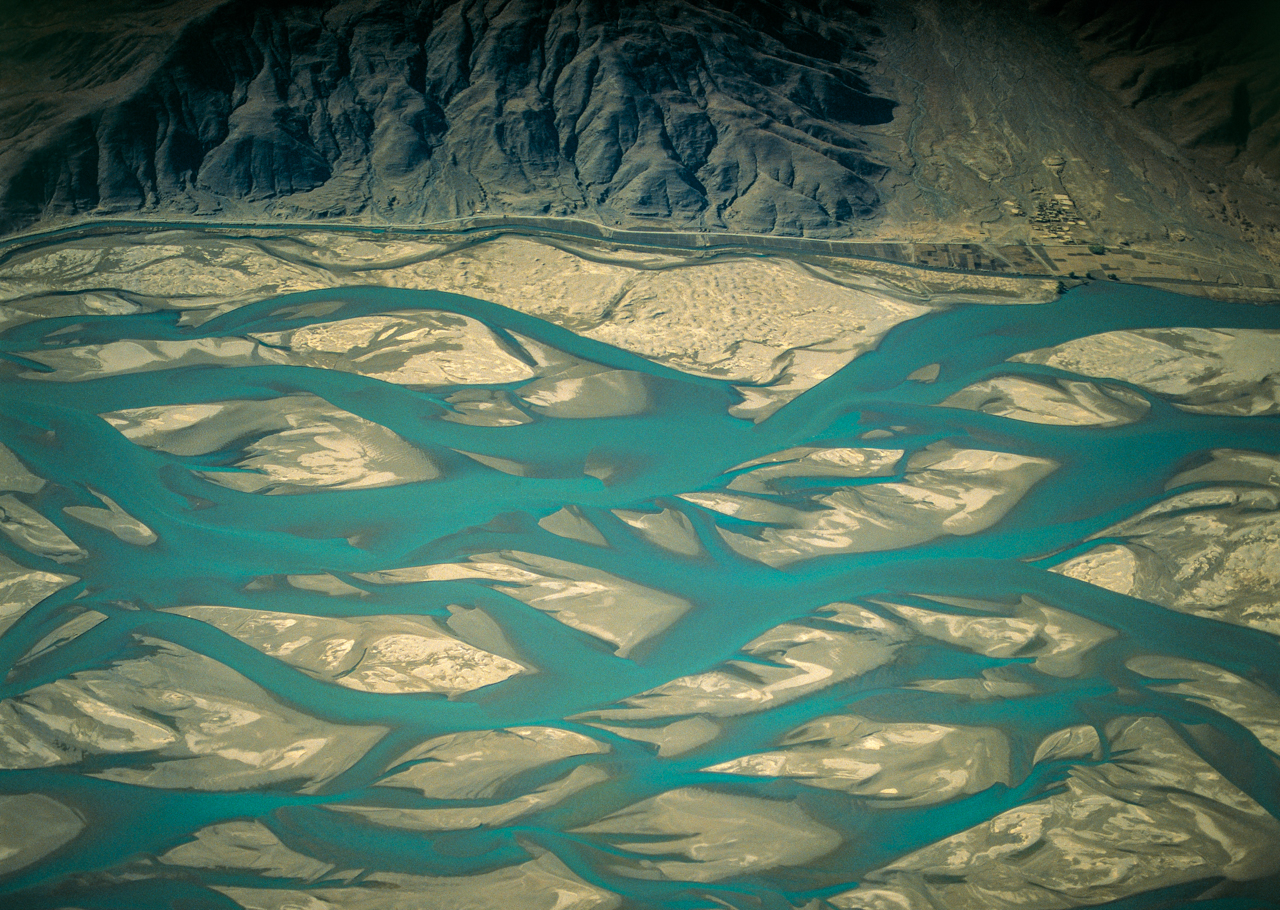
Z cyklu Podivuhodné krajiny – Tibet (1993)

  - Kouzlo japonských zahrad- Galerie Esprit, Plzeň;
  - Krajinami čajového listu – Dobrá čajovna, Praha;
  - Svět tibetského buddhismu – Orlická galerie, Rychnov nad Kněžnou;
  - Svět tibetského buddhismu- Vlastivědné muzeum, Olomouc

- 1994:
  - Svět tibetského buddhismu – Horácká galerie, Nové Město na Moravě;
  - Svět Tibetu, svět buddhismu – Městské muzeum, Jaroměř;
  - Svět Tibetu, svět buddhismu – Regionální muzeum, Zámek, Mikulov;
  - Japonské reflexe – Knihkupectví bratří Čapků, Praha;
  - Kouzlo japonských zahrad – Chebské muzeum, Cheb;
  - Svět Tibetu, svět buddhismu – sál prodejny Sanu Babu, Praha

- 1995:
  - Toulky Asií – předsálí výstavy Interkamera '95, Výstaviště, PKOJF, Praha;
  - Svět Tibetu, svět buddhismu – Muzeum Vysočiny, Jihlava;
  - Zahrady tichého mámení – Městské kulturní středisko, Říčany u Prahy;
  - Svět Tibetu, svět buddhismu – Městské muzeum, Rakovník;
  - Svět Tibetu, svět buddhismu – Galerie na zámku, Prostějov;
  - Svět čaje – Vlastivědné muzeum, Olomouc

- 1996:
  - Kouzlo japonských zahrad- Okresní muzeum a Galerie, Jičín;
  - Svět tibetského buddhismu – Kulturní dům Vltavská, Praha;
  - Zahrady tichého mámení – japonská restaurace Miyabi, Praha;
  - Krajina a její lidé – Děti Země –(s Ibra Ibrahimovičem)- Galerie U Řečických, Praha (poté: Plzeň, Brno, Beroun, Železný Brod)

- 1997:
  - Hledání harmonie – (s Pavlem Humpolcem) – Chodovská tvrz, Praha;
  - Zahrady tichého mámení – Růžová čajovna, Praha;
  - Doteky himálajského větru – Klub kultury, Uherské Hradiště;
  - Kouzlo japonských zahrad – Okresní vlastivědné muzeum, Zámek, Vsetín; Kouzlo japonských zahrad – Bonsai Slovakia, Agrokomplex, Nitra, Slovensko

- 1998:
  - Kouzlo japonských zahrad – Galerie Obce architektů, Brno;
  - Doteky himálajského větru – Galerie U Radnice, Beroun;
  - Hledání harmonie – Společenský dům, Neratovice; Kouzlo japonských zahrad – Zámecká galerie, Buchlovice;[20]
  - Doteky himálajského větru – Podhorácké muzeum, Předklášteří u Tišnova; Čína – Obloha plná draků – Vlastivědné muzeum, Olomouc;
  - Zahrady tichého mámení – Bonsai Academia, Výstaviště, České Budějovice

- 1999:
  - Tři klenoty jihovýchodní Asie – Galerie Obce architektů, Brno;[21]
  - Zahrady tichého mámení – Týnská literární kavárna, Praha;
  - Kouzlo japonských zahrad – Galerie divadla Oskara Nedbala, Tábor;
  - Tři klenoty jihovýchodní Asie – Grafický kabinet, Zlínský zámek, Zlín;
  - Tři klenoty jihovýchodní Asie – Čajovna Vycházející slunce, Sezimovo Ústí;
  - Hledání harmonie – Galerie Ecce terra, Praha;
  - Tři klenoty jihovýchodní Asie – Regionální muzeum, Jílové;[21]
  - Doteky himálajského větru – Okresní muzeum, Jindřichův Hradec[22]

- 2000:
  - Indonéský Borobudur – Frágnerova galerie, Praha;[23]
  - Kouzlo japonských zahrad – Muzeum Prostějovska, Zámek, Prostějov[22];
  - Kouzlo japonských zahrad – Uherský Brod; Hledání harmonie – sladovna zrušeného pivovaru Holešovice, Praha;
  - Údolí dřevěných chrámů – Galerie Obce architektů, Brno;
  - Zahrady tichého mámení – (s výstavou bonsají), Kongresové centrum, Praha; Cesty (s Jaroslavem Šestákem) – Galerie Ecce Terra, Praha;
  - Doteky himálajského větru (Muśniecia himalajskiego wiatru) – Galeria Nusantara, Muzeum Azji i Pacyfiku, Warszawa, Polsko

- 2001:
  - Cesty tažných mraků – Japonské kulturní centrum, Praha;
  - Kouzlo japonských zahrad – Společenské středisko, Adamov;
  - Ticho japonských zahrad- Bonsai Slovakia, Agrokomplex Nitra, Slovensko

- 2002:
  - Kouzlo japonských zahrad – Galerie Vlastivědného muzea, Slaný;
  - Zahrady tichého mámení – zámek Libochovice;
  - Kouzlo japonských zahrad – Galerie Ve dvoře, Veselí nad Moravou;
  - Kouzlo japonských zahrad – Společenské středisko Radnice, Brno-střed;
  - Zahrady tichého mámení – Sdružení Za pět minut pět, Katovna, Brandýs nad Labem;
  - Indonéský Borobudur – Okresní muzeum a Galerie, Jičín;
  - Cesty tažných mraků – Japonské velvyslanectví, Bratislava, Slovensko;
  - Cesty tažných mraků – (s výstavou bonsají), Kongresové centrum, Praha;
  - Údolí dřevěných chrámů – Čajovna U Bílého slona, Ostrava;
  - Portréty (v rámci Měsíce asijské kultury), Palackého univerzita, Olomouc

- 2003:
  - Chuť čaje=chuť zenu – Galerie Scarabeus, Praha;[24]
  - Cesty tažných mraků – Podhorácké muzeum, Předklášteří u Tišnova;
  - Doteky himálajského větru – Muzeum regionu Valašsko, zámek Vsetín;
  - Moje Japonsko – Kongresový sál hotelu Beseda – Bonsai, Praha;
  - Cesty tažných mraků – Městská knihovna, Roudnice nad Labem;
  - Kouzlo japonských zahrad – zámek Kozel;
  - Vesnice ve stínu Annapurny – Galerie prodejny FotoŠkoda, Praha

- 2004:
  - Chuť čaje=chuť zenu – (mezinárodní výstava bonsají), Kongresové centrum, Praha;
  - Kouzlo japonských zahrad – CEV Pálava, zámek Lednice;
  - Zahrady tichého mámení – CEV Pálava, Infocentrum zámku Lednice;
  - Cesty tažných mraků – CEV Pálava, salonek hotelu Rohatý krokodýl, Mikulov;
  - Zahrady tichého mámení – Klub gentlemanů, Pošta Žižkov 22;
  - Cesty tažných mraků – knihkupectví Portál, Uherské Hradiště;
  - Chuť čaje=chuť zenu – Reduta, Uherské Hradiště; Chuť čaje=chuť zenu – Západočeské muzeum, Plzeň;
  - Chuť čaje=chuť zenu –Kongresový sál hotelu Beseda-Bonsai, Praha

- 2005:
  - Doteky himálajského větru – Společenské středisko, Adamov; Moje Japonsko – areál Výstaviště, Lysá nad Labem;
  - Zahrady tichého mámení – výstavní sál Botanické zahrady hl. m. Prahy, Troja
  - Cesty tažných mraků (Drogi przelotnych obloków) – Galeria Nusantara, Muzeum Azji i Pacyfiku, Warszawa, Polsko;
  - Den na čajových plantážích – (s Michalem Thomou), Dilmah, Kongresový sál hotelu Trans Asia, Kolombo, Srí Lanka

- 2006:
  - Den na čajových plantážích – Holiday World '06, Výstaviště, Praha;
  - Den na čajových plantážích + Chuť čaje=chuť zenu – Muzeum regionu Valašsko, zámek Vsetín;
  - Chuť čaje=chuť zenu – Infocentrum Městského úřadu, Mnichovice
  - Zahrady tichého mámení – černobílá verze, Klub Koníček, palác Lucerna, Praha

- 2007:
  - Chuť čaje=chuť zenu – Muzeum Jindřichohradecka, Jindřichův Hradec;
  - Den na čajových plantážích – Galerie Alternativa, Zlín;
  - Den na čajových plantážích – Klub kultury, Uherské Hradiště
  - Chuť čaje=chuť zenu – Muzeum Mladoboleslavska, Hrad, Mladá Boleslav[25]
  - Chuť čaje=chuť zenu – Muzeum Beskyd, Frýdek-Místek
  - Moje Japonsko – Minigalerie FotoŠkoda, Praha;
  - Moje Japonsko – salónek restaurace Dahab, Praha; Zahrady tichého mámení – (s výstavou bonsají) – hotel Gustav Mahler, Jihlava

- 2008:
  - Putování za čajovou vůní – Horácká galerie, Nové Město na Moravě;
  - Chuť čaje=chuť zenu – salon Honda, Auto Jarov, Praha;
  - Doteky himálajského větru – Zahrada tří bran, Oleško;
  - Zahrady tichého mámení – kavárna Jiná káva, Beroun;
  - Chuť čaje = chuť zenu – Městská knihovna, Kostelec nad Orlicí;
  - Den na čajových plantážích – předsálí kina Kijew, Kraków, Polsko;
  - Na čajové stezce – Národní Galerie, zámek Zbraslav, Praha[26]

- 2009:
  - Vzpomínky na Nepál – Galerie Plamínek, Brno;
  - Tři klenoty jihovýchodní Asie – Minigalerie FotoŠkoda, Praha;[21]
  - Šitakusa-skvost ve stínu bonsaje – Národní Galerie, zámek Zbraslav, Praha
  - Den na čajových plantážích – Galerie Zlatá Trojka, Most;
  - Chuť čaje=chuť zenu – Galerie Zlatá Trojka, Most
  - Doteky himálajského větru – kavárna Jiná káva, Beroun
- 2010:
  - Vzpomínky na Nepál – Galerie Malina, Vsetín
  - Chuť čaje=chuť zenu – Společenské středisko, Adamov
  - Vzpomínky na Nepál – Mestská knižnica, Piešťany, Slovensko
  - Vzpomínky na Nepál – Galerie Petra, Uherské Hradiště
  - Manang po 30 letech – (s Michalem Thomou), salónek restaurace Dahab, Praha;
  - Manang – 30 years after – Konferenční centrum, Kathmandu City Hall, Nepál[27]

- 2011:
  - Chuť čaje=chuť zenu – Muzeum Komenského, Přerov[28]
  - Den na čajových plantážích – Botanická zahrada v Troji, Praha[29]
  - Manang po 30 letech – klášter v areálu Swajambhunáthu, Káthmándú, Nepál;
  - Manang po 30 letech – Regionální muzeum v horské vesnici Manang, Nepál (trvalá expozice);[30]
  - Manang po 30 letech – Dům U Kamenného zvonu, Galerie hl.m. Prahy, Praha
  - Vzpomínky na Nepál – Mestská knižnica, Piešťany, Slovensko

- 2012:
  - Manang po 30 letech – Holiday World '12, Výstaviště, Praha[31]
  - Manang po 30 letech – Galerie Alternativa, Zlín
  - Doteky himálajského větru – soukr. Šestileté Gymnasium v Hrabůvce, Ostrava[32][33]

- 2013:
  - Čínské krajiny – přednáškový sál Muzea hl. m. Prahy, Praha
  - Doteky himálajského větru – Městské muzeum, Lanškroun[34]
  - Chuť čaje=chuť zenu – foyer divadla J. K. Tyla, Třeboň[35]
  - Doteky himálajského větru – Klub Koníček, palác Lucerna, Praha

- 2014:
  - Oslnivé barvy japonského podzimu – Písecká brána, Praha
  - Chuť čaje=chuť zenu – kavárna kina Lucerna, Praha
  - Chuť čaje=chuť zenu – prostory kina Nadsklepí, Dům kultury, Kroměříž[36]
  - Manang po 30 letech + Doteky himálajského větru – Regionální muzeum a Galerie, Jičín

- 2015:
  - Bhútán – země blízko nebe (s Michalem Thomou) – doprovod výstavy o bhútánském tradičním textilu, Náprstkovo muzeum, Praha
  - Den na čajových plantážích – cestovatelský festival GO Kamera, Brno
  - Oslnivé barvy japonského podzimu – Kavárna Západočeského muzea, Plzeň
  - Doteky himálajského větru – Muzeum Beskyd, zámek Frýdek-Místek[37][38]Fotograf Zdeněk Thoma hovoří na vernisáži své výstavy u příležitosti Dnů Kjóta v Praze 2016
- 2016:

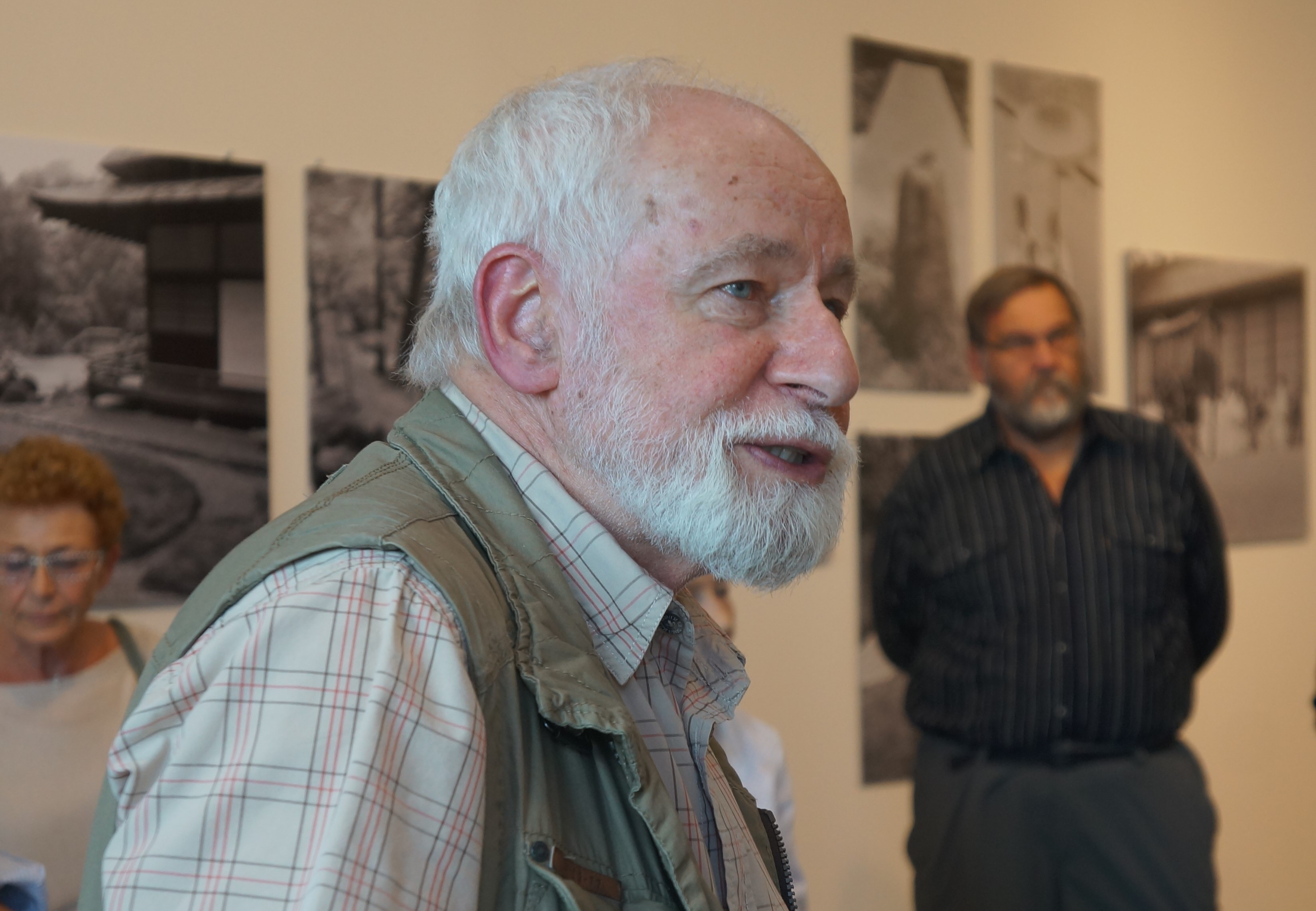
Fotograf Zdeněk Thoma hovoří na vernisáži své výstavy u příležitosti Dnů Kjóta v Praze 2016

  - Kouzelné Kjóto – v rámci Dnů Kjóta v Praze[39]
  - Lidé z Filipín, Litoměřice[40][41]
- 2017:
  - Best of Jaroslav Kučera, Zdeněk Thoma Centrum FotoŠkoda, Praha[42]
  - Kouzlo japonských zahrad, Litoměřice

## Publikace
Thoma je autorem či spoluautorem řady knih, např.:

### Cestopisy
- Toulky po Japonsku, Panorama, Praha, (1980, II. vyd. 1987, slovensky Obzor, Bratislava,1986)
- Země bohů a démonů, Panorama, Praha (1985)
- Putování k posvátné hoře Kailás, Apolo, Pardubice (1997)
- Japonská mozaika, Mladá Fronta, Praha (2002)
- Pod hradbou Himálaje aneb Hledání Šangri-la, Mladá Fronta, Praha (2005, elektronická verze 2013)

### Obrazové publikace se zahraničními tématy
- Umění japonských zahrad, Artia, Praha (franc., něm. 1981, angl. 1988, přepracované vydání v Argu česky a něm. 1996, II. vyd. 1998)
- Čína, ČSTK-Pressfoto, Bratislava (1991, polsky 1992)
- Ikebana, bonsai, Aventinum, Praha, (franc., něm. 1992)
- Japonské reflexe, Marsyas, Praha (1994)
- Nepál – království pod Himálajem, Dita, Praha (1996 – získala ocenění jako nejkrásnější česká kniha roku)
- Svět tibetského buddhismu, Slovart, Bratislava (1996)
- Umění čínských zahrad, Argo, Praha (1997), něm. Aventinum (1998)
- Příběh čaje, Argo, Praha (2002)
- Tibet - země pod ochranou bohů, Kartografie, Praha (2006)
- Podivuhodný svět bonsají, Argo, Praha (2008)
- Cesty tažných mraků, Argo, Praha (2010)
- Tam, kde kameny mají duši, Argo, Praha (2010)
- Ostrov čaje, Argo, Praha (2010)
- Tři kroky k nirváně, Argo, Praha (2010)

### Obrazové publikace s domácími tématy
- Praha včera a dnes, Olympia, Praha, (1999)
- Česko, Slovart, Bratislava (2002, angl. 2002, 2006, 2011, něm. 2003, 2008, franc. 2003, 2008)
- Skvosty Prahy, Knižní klub, Praha (2004, II.vyd. 2010, III. vyd. 2012, angl. 2004, II. vyd. 2010, III. vyd. 2012, něm., pol. 2004, maďar. 2006)
- Skvosty lázní, Knižní klub, Praha (2005, něm. 2005)
- Skvosty hradů, Knižní klub, Praha (2006)
- Skvosty skal a skalních měst, Knižní klub, Praha (2010)
- Zahrady a parky Pražského hradu, Správa Pražského hradu, Praha, (2003, angl. 2003)
- 101 nejkrásnějších domovních znamení Prahy, Dobrovský - Beta, Praha (2009)
- Praha v zrcadle staletí, Knižní klub, Praha (2010),
- Praha, Knižní klub, Praha (2008, něm., angl. 2008)
- 1000 divů Česka, Knižní klub, Praha (2008, II. vyd. 2012, něm., angl. 2009)
- Hrady a zámky Čech a Moravy, Reader's Digest, Praha (2007)
- Historická města Čech a Moravy, Reader's Digest (2011)
- Magická místa Čech, Moravy a Slezska, Reader's Digest (2013)
- Praha, Slovart, Bratislava (2014, angl., rusky 2014)

### Různé
- Československé lidové kroje, Kóbunsha, Tokio (1982)
- Život Emila Zátopka, Kóbunsha, Tokio, (1982)
- Míjím se s měsícem–antologie českých haiku, DharmaGaia, (2013)
- Na čajové stezce–katalog k výstavě v NG, Zámek Zbraslav (2008)
- Manang po třiceti letech – katalog k výstavě v Domě U Kamenného zvonu, Praha (2011)

## Ocenění

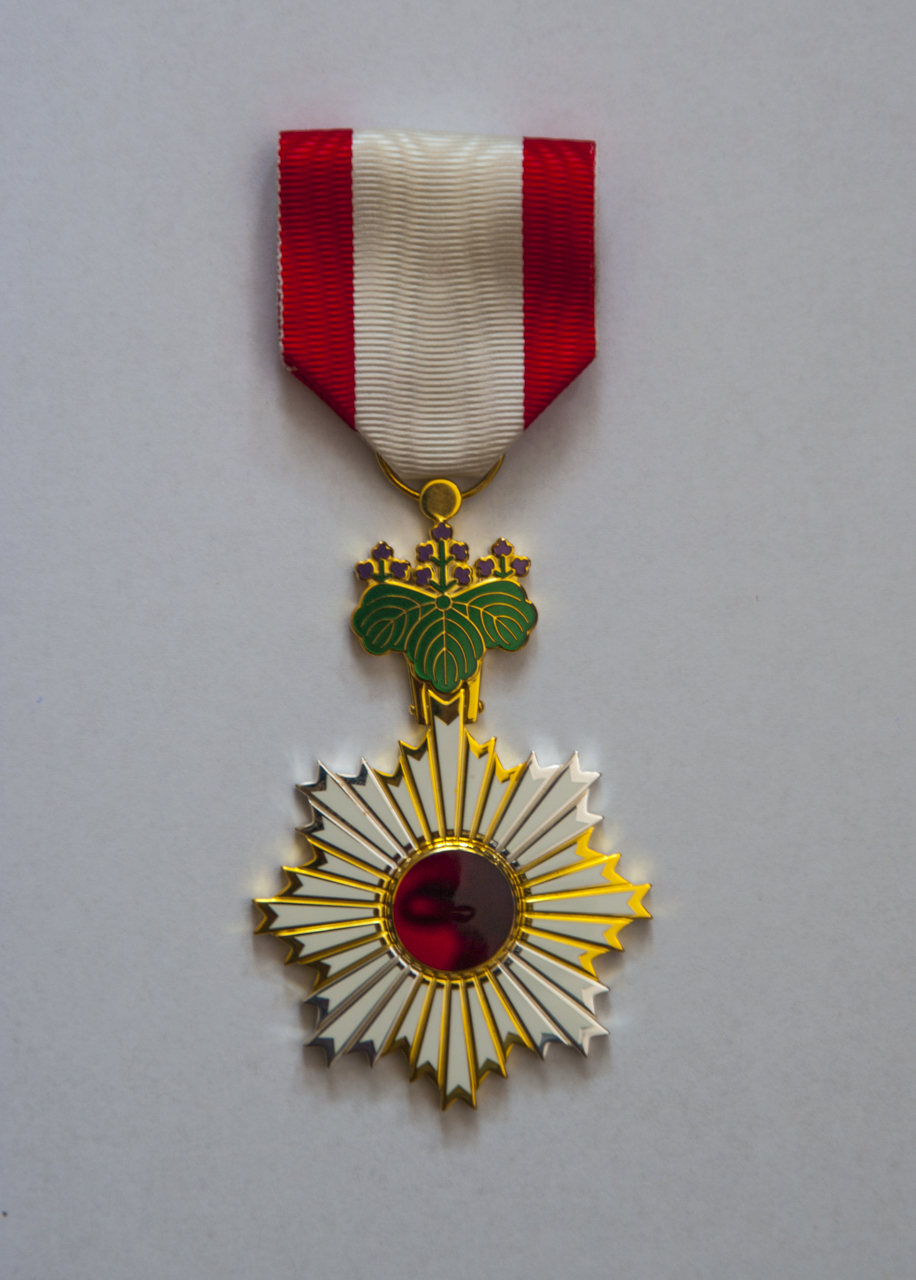
Řád vycházejícího slunce udělený Z. Thomovi

- 1982 – Cena Indian Council for Cultural Relations, New Delhi, za černobílý fotografický seriál o vesnici Mithila v Biháru – snímky později vystaveny jako doprovod výstavy Indické lidové malby z Mithily velkoplošně v Náprstkově muzeu v Praze.
- 1985 – Čestné uznání nakladatelství Panorama za cestopis o Nepálu Země bohů a démonů.
- 1988 – Čestné uznání Ministerstva kultury ČSSR za nástěnný kalendář Lidové stavby 1988 pro Obchodní tiskárny Kolín.
- 1996 – Nejkrásnější kniha roku 1996 od Ministerstva kultury ČR a Památníku národního písemnictví za obrazovou publikaci Nepál – království pod Himálajem (text: Soňa Thomová, nakladatelství Dita, Praha).
- 1999 – Nakladatelská cena nakladatelství Olympia za rok 1999 za publikaci Praha včera a dnes.[20]
- 2004 – Čestné uznání Miroslava Ivanova v kategorii literatury faktu za knihu Příběh čaje (spoluautoři Soňa Thomová, Michal Thoma).[43]
- 2006 – Cena Miroslava Ivanova v kategorii literatury faktu za cestopis Pod hradbou Himálaje aneb Hledání Šangri-la (spoluautoři Soňa Thomová, Michal Thoma).[43]
- 2011 – Prémie Miroslava Ivanova v kategorii literatura faktu za obrazovou publikaci 101 nejkrásnějších domovních znamení Prahy (spoluautoři Soňa Thomová, Martin D. Antonín, Michal Thoma).[43]
- 2012 – Cena Kantuta za mimořádný přínos v oblasti poznávání a sbližování kultur světa, Sdružení Camera Incognita, Zlín.[44][45]
- 2017 – Řád vycházejícího slunce se zlatými a stříbrnými paprsky (5. třída řádu) za propagaci japonské kultury v České republice a za významný přínos k rozvoji přátelských vztahů mezi Japonskem a Českou republikou.[46][47][48][49]

### Časopisecké články
- Revue Fotografie: 1972 (č. 1), 1975 (č.2), 1976 (č. 3), 1980 (č. 4), 1981 (č. 4), 1983 (č. 2)
- Čs. fotografie: duben 1973, červenec 1976, květen 1982, červen 1983, 1993)
- Fotografie Magazín (červen 2002)
- Umění a řemesla (duben 1987, 1993)
- Kulturní tvorba č. 24 (15.6.1967)
- Tvorba č. 24 (16.6.1971)
- Nový Orient 1981 (č. 2), 1985 (č. 8), 1988 (č. 7), 1991 (č. 7)
- Koktejl 1997[13], 1999 č. 5[1]
- Valtrová, Veronika. Zdeněk Thoma: „Má nejlepší zkušenost z cestování? Tolerance.“ Lidé a Země, úterý, 11. září 2012, rozhovor[50]

### Televizní dokumenty
- Zdeněk Thoma – Napříč světem (1993) – pořad České televize Ostrava
- Barvy života (2003) – pořad České televize
- Zapomenuté výpravy, díl 20. – Expedice Sakura (2005) – dokument České televize[6]